# VDL Groep
VDL Groep er et nederlandsk industriselskab og køretøjsproducent med hovedkvarter i Eindhoven. I 2017 var der 16.137 ansatte og de havde en omsætning på 5 mia. euro.
Datterselskabet VDL Bus & Coach fremstiller busser og er hjemhørende i Valkenswaard. VDL NedCar fremstiller biler og har en bilfabrik i Born.
VDL TIM Hapert producerer forskellige metalvarer. VDL ETG producerer maskinværktøj.

## Historie
Metaalindustrie en Constructiewerkplaats P. van der Leegte blev etableret i 1953 af Pieter van der Leegte senior. Han er far til Wim van der Leegte der var præsident og CEO for virksomheden fra 1972 til 2016, herfra stammer navnet VDL. I dag er Wim van der Leegte's yngste søn , Willem van der Leegte præsident for virksomhedenis the president of the company.